# Salavin (téléfilm)
Pour plus de détails, voir Fiche technique et Distribution.
Salavin est un téléfilm français d'André Michel adapté du cycle romanesque Vie et aventures de Salavin de Georges Duhamel et diffusé pour la première fois à la télévision le 15 janvier 1975.

## Distribution
- Julien Verdier : Louis Salavin
- Paul Le Person : Raymond Lanoue
- Anna Gaylor : Marthe Lanoue
- Marc Fayolle : L'Huilier
- Coluche : Tastard
- Martine de Breteuil : Marguerite
- Philippe Moreau : Aurère
- Jean Laugier : Cerbelot
- Alexandre Rignault : Sureau
- Jacques Emin : Le jeune prêtre
- Marie Marc : La mère de Salavin
- Yves Peneau : Lenier
- Norbert Dorsay : L'employé de l'agence
- Jack Bérard : Le second employé
- Serge Vincent : Le premier employé

## Fiche technique
- Réalisation : André Michel
- Scénario : adaptation par Michel Suffran du cycle romanesque Vie et aventures de Salavin de Georges Duhamel
- Type : téléfilm couleur
- Diffusion : 15 janvier 1975 (première)